# Ibicella lutea
Ibicella lutea (Lindl.) Van Eselt. è una pianta angiosperma appartenente alla famiglia Martyniaceae.

## Descrizione
Produce corti e sottili peli ricoperti di una sostanza appiccicosa su tutti i suoi organi aerei.
Sebbene manchi di altri adattamenti carnivori, come la produzione di enzimi digestivi, essa è in grado di catturare ed uccidere piccoli insetti. A causa della mancata produzione di enzimi, I. lutea non è considerata una pianta carnivora, ma una protocarnivora.

## Distribuzione e habitat
Cresce su terreni asciutti e in condizioni desertiche. È originaria dell'America del Sud, ma è stata naturalizzata anche in California meridionale.

## Tassonomia
Il Sistema Cronquist pone questa specie nella famiglia Pedaliaceae ed all'ordine Scrophulariales. Il sistema di classificazione APG, basato su analisi filogenetiche, la assegna alla famiglia Martyniaceae ed all'ordine Lamiales.